# 수도권 전철 3호선

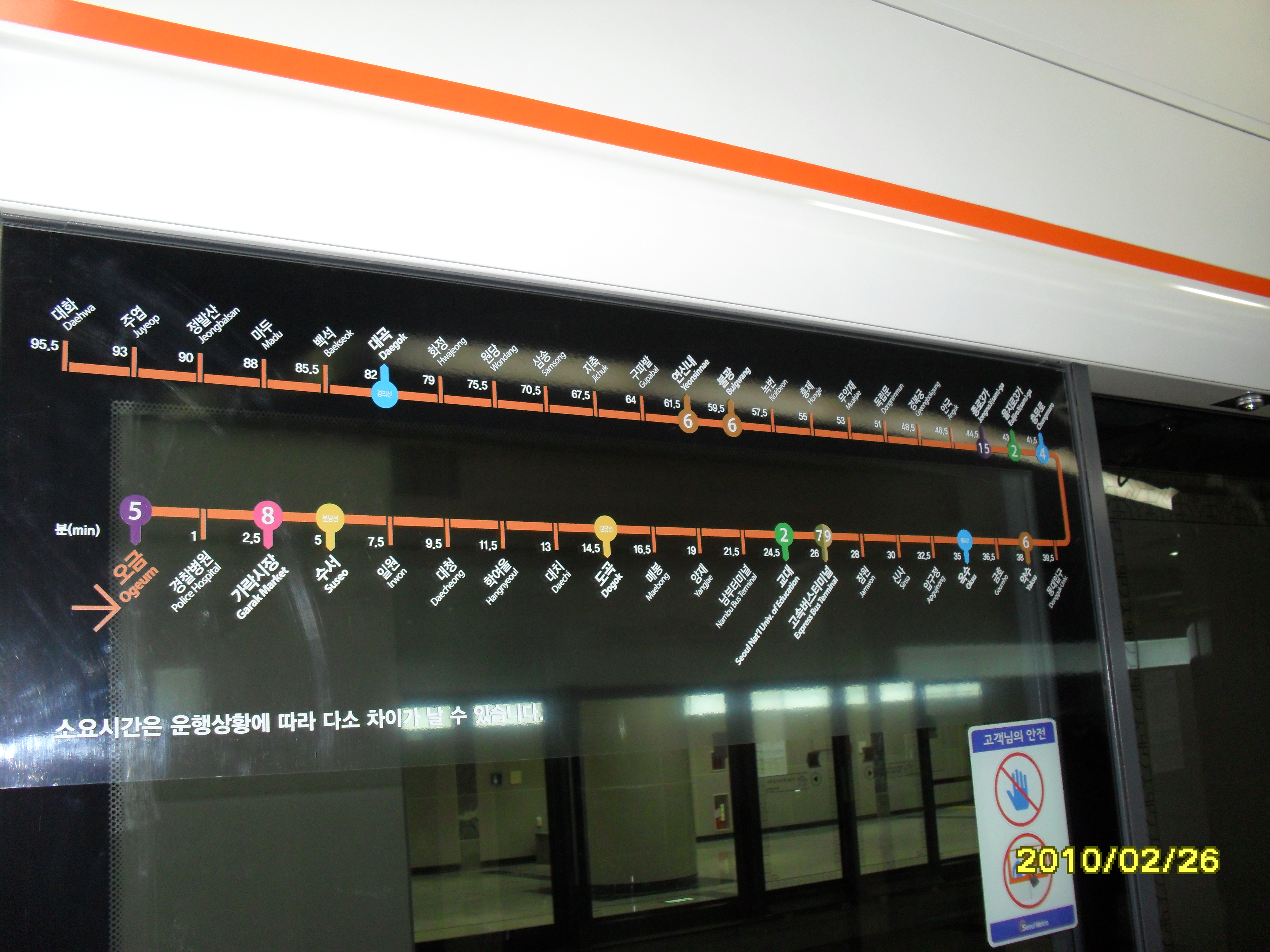
3호선 노선도(원흥역 개통 이전)

수도권 전철 3호선(首都圈電鐵三號線)은 대한민국 경기도 고양시에 있는 대화역과 서울특별시 송파구에 있는 오금역을 잇는 수도권 전철의 운행 계통이다. 안내에 사용되는 색은 ■주황색이다.
1985년 10월 18일에 서울 지하철 3호선 구파발 ~ 양재 구간이 개통되어 운행을 시작하였으며, 1993년 10월 30일에 2기 지하철을 구성하는 지축역과 양재 ~ 수서 구간이 개통되었으며, 1996년 1월 30일에는 지축역을 기점으로 하는 일산선이 건설되어 3호선 - 일산선을 잇는 현재의 운행 계통이 성립되었다. 2010년 2월 18일에 수서 ~ 오금 구간이 개통되어 운행 구간이 연장되었다. 지축역을 경계로 운영사가 서울교통공사와 한국철도공사로 나누어져 있음에도 통행방향은 어디서든 우측통행이다.

## 역사
- 1985년 7월 12일: 구파발역 ~ 독립문역 구간 개통
- 1985년 10월 18일: 독립문역 ~ 양재역 구간 개통
- 1987년 5월 1일 : 중앙청역에서 경복궁역으로 역명 변경
- 1990년 4월 1일 : 화물터미널역에서 남부터미널역으로 역명 변경
- 1990년 7월 13일 : 지축역 개통
- 1993년 10월 30일 : 양재역 ~ 수서역 구간 개통
- 1994년 9월 1일 : 분당선 개통과 함께 수서역 환승 개통
- 1996년 1월 30일 : 일산선 개통과 함께 서울 지하철 3호선, 일산선 직결 운행 개시
- 1996년 12월 30일 : 서울 지하철 5호선 개통과 함께 종로3가역 환승 개통
- 2000년 8월 1일 : 서울 지하철 7호선 개통과 함께 고속터미널역 환승 개통
- 2000년 12월 15일 : 서울 지하철 6호선 개통과 함께 연신내역, 불광역 환승 개통
- 2001년 3월 9일 : 서울 지하철 6호선 개통과 함께 약수역 환승 개통
- 2003년 9월 3일 : 분당선 개통과 함께 도곡역 환승 개통
- 2009년 7월 1일 : 수도권 전철 경의선 개통과 함께 대곡역 환승 개통
- 2009년 7월 24일 : 서울 지하철 9호선 개통과 함께 고속터미널역 환승 개통
- 2010년 2월 18일 : 수서역 ~ 오금역 구간 개통
- 2011년 10월 28일 : 신분당선 개통과 함께 양재역 환승 개통
- 2014년 12월 27일 : 원흥역 개통
- 2016년 12월 9일 : 수서고속철도 개통과 함께 수서역 환승 개통
- 2022년 5월 28일 : 신분당선 개통과 함께 신사역 환승 개통
- 2023년 7월 1일  : 서해선 개통과 함께 대곡역 환승 개통
- 2024년 3월 30일 : 수도권 광역급행철도 A노선 개통과 함께 수서역 환승 개통
- 2024년 12월 28일 : 수도권 광역급행철도 A노선 개통과 함께 대곡 환승 개통

## 운영

### 열차 운행
대부분의 전동차가 대화행, 오금행, 구파발행 등이 주를 이루며, 열차 입출고나 배차 간격에 따라 삼송행과 수서행도 존재한다. 막차로는 독립문행, 약수행, 도곡행 등이 주를 이룬다. 수도권 전철 4호선과 달리 서울교통공사 소속 전동차가 대화역 ↔ 삼송역을 운행하기도 하며, 마찬가지로 한국철도공사 소속 전동차가 구파발역 ↔ 오금역을 운행하는 경우도 있다. 서울교통공사 소속 전동차의 경우 기존에는 대화행 보다 구파발행을 3배 더 많이 운행해 왔으나, 당시 한나라당(현 국민의힘) 소속 덕양구 갑 국회의원이었던 손범규가 고양시 주민들이 일산선 및 3호선 이용에 불편을 겪고 있다고 문제를 제기하여, 구파발역에서 종착하던 열차 상당수가 대화역 종착으로 변경되었다. 운행 계획은 서울 지하철 3호선의 수송수요를 기준으로 하여 부수적으로 일산선의 수송수요, 한국철도공사의 보유차량, 승무원, 노선별 제약 요인 등을 고려하여 서울교통공사와 한국철도공사 등 두 양사간의 공동 협의를 통하여 수립된다.
3호선에는 2개 차량기지가 있는데 지축차량사업소에서는 중검수와 경검수를, 수서차량사업소에서는 경검수만을 담당한다.

## 차량
- 서울교통공사 3000호대 VVVF 전동차
- 한국철도공사 3000호대 전동차

## 역 목록

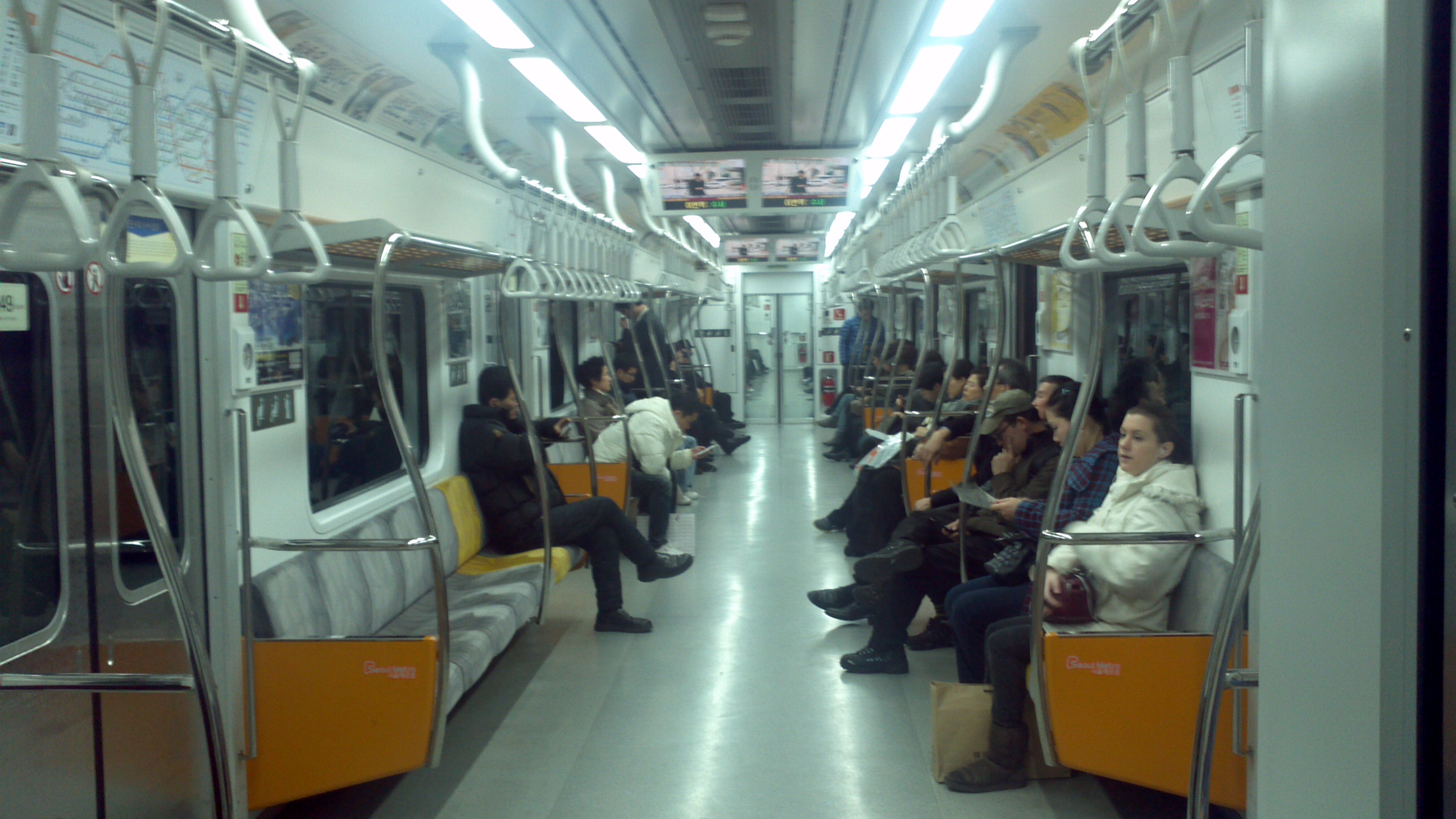
349편성 차량 실내 1

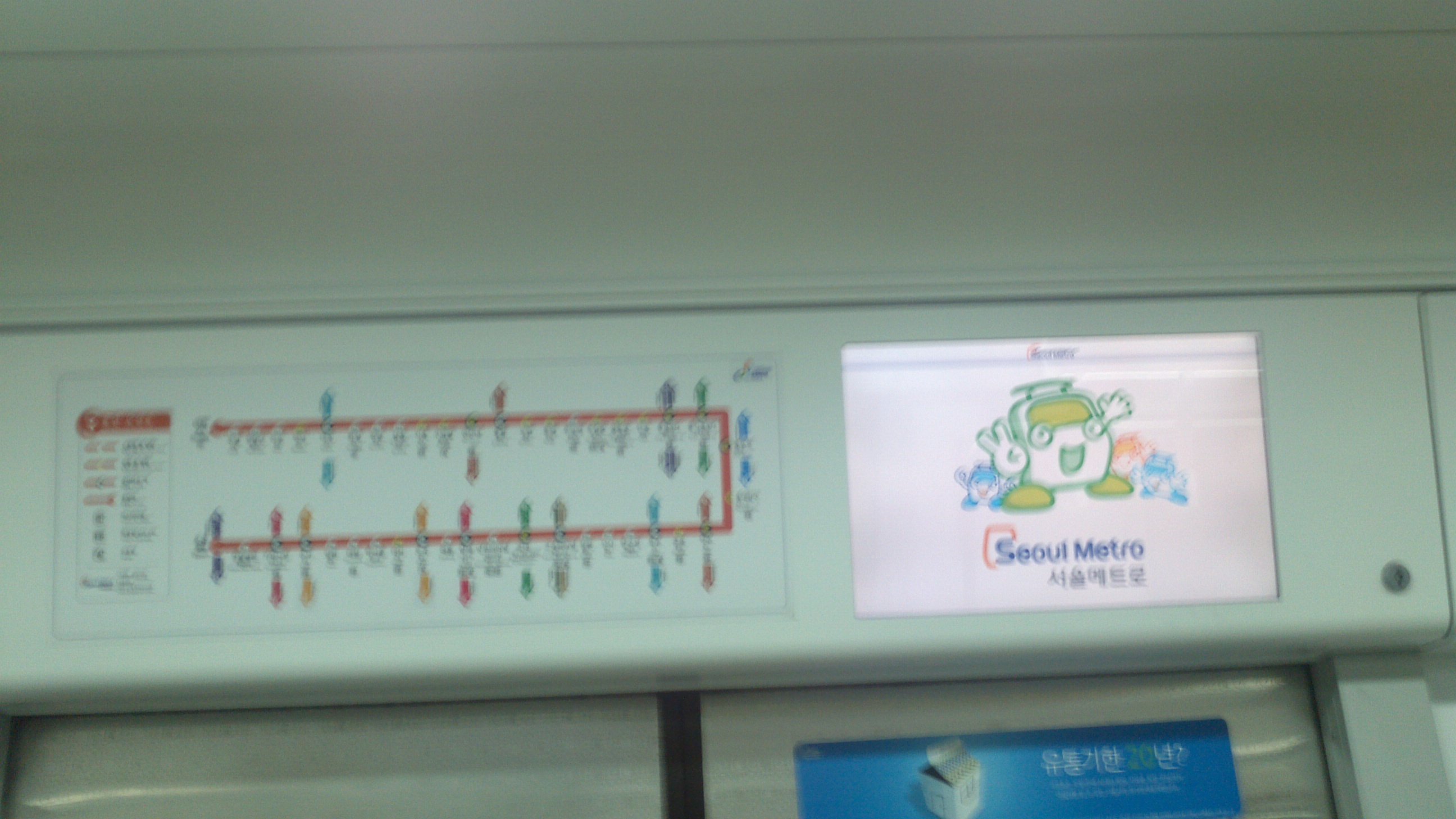
349편성 차량 실내 2

| 노선                   | 역 번호                | 역명                                                                | 역명                                                | 역명                                                                 | 접속 노선                                                                         | 역간 거리 | 누적 거리  | 소재지   | 소재지 |
| 노선                   | 역 번호                | 한글                                                                | 로마자                                              | 한자                                                                 | 접속 노선                                                                         | 역간 거리 | 누적 거리  | 소재지   | 소재지 |
| ---------------------- | ---------------------- | ------------------------------------------------------------------- | --------------------------------------------------- | -------------------------------------------------------------------- | --------------------------------------------------------------------------------- | --------- | ---------- | -------- | ------ |
| 일 산 선               | 309                    | 대화                                                                | Daehwa                                              | 大化                                                                 |                                                                                   | 0.0       | 0.0        | 경기도   | 고양시 |
| 일 산 선               | 310                    | 주엽                                                                | Juyeop                                              | 注葉                                                                 |                                                                                   | 1.4       | 1.4        | 경기도   | 고양시 |
| 일 산 선               | 311                    | 정발산(고양아람누리)                                                | Jeongbalsan (Goyang AramNuri)                       | 鼎鉢山                                                               |                                                                                   | 1.6       | 3.0        | 경기도   | 고양시 |
| 일 산 선               | 312                    | 마두                                                                | Madu                                                | 馬頭                                                                 |                                                                                   | 0.9       | 3.9        | 경기도   | 고양시 |
| 일 산 선               | 313                    | 백석(건강보험일산병원)                                              | Baekseok (National Health Insurance Ilsan Hospital) | 白石                                                                 |                                                                                   | 1.4       | 5.3        | 경기도   | 고양시 |
| 일 산 선               | 314                    | 대곡                                                                | Daegok                                              | 大谷                                                                 | ● 수도권 전철 경의·중앙선 ● 수도권 전철 서해선 ● 수도권 광역급행철도 A노선 교외선 | 2.5       | 7.8        | 경기도   | 고양시 |
| 일 산 선               | 315                    | 화정                                                                | Hwajeong                                            | 花井                                                                 |                                                                                   | 2.1       | 9.9        | 경기도   | 고양시 |
| 일 산 선               | 316                    | 원당                                                                | Wondang                                             | 元堂                                                                 |                                                                                   | 2.6       | 12.5       | 경기도   | 고양시 |
| 일 산 선               | 317                    | 원흥                                                                | Wonheung                                            | 元興                                                                 |                                                                                   | 2.9       | 15.4       | 경기도   | 고양시 |
| 일 산 선               | 318                    | 삼송                                                                | Samsong                                             | 三松                                                                 |                                                                                   | 2.1       | 17.5       | 경기도   | 고양시 |
| 일 산 선               | 319                    | 지축                                                                | Jichuk                                              | 紙杻                                                                 |                                                                                   | 1.7       | 19.2       | 경기도   | 고양시 |
| 서 울 지 하 철 3 호 선 | 319                    | 지축                                                                | Jichuk                                              | 紙杻                                                                 |                                                                                   | 1.7       | 19.2       | 경기도   | 고양시 |
| 320                    | 구파발(은평성모병원)   | Gupabal (Eunpyeong St. Mary's Hospital)                             | 舊把撥(恩平聖母病院)                                |                                                                      | 1.5                                                                               | 20.7      | 서울특별시 | 은평구   |        |
| 321                    | 연신내                 | Yeonsinnae                                                          |                                                     | ● 서울 지하철 6호선 ● 수도권 광역급행철도 A노선                      | 2.0                                                                               | 22.7      | 서울특별시 | 은평구   |        |
| 322                    | 불광                   | Bulgwang                                                            | 佛光                                                | ● 서울 지하철 6호선                                                  | 1.3                                                                               | 24.0      | 서울특별시 | 은평구   |        |
| 323                    | 녹번                   | Nokbeon                                                             | 碌磻                                                |                                                                      | 1.1                                                                               | 25.1      | 서울특별시 | 은평구   |        |
| 324                    | 홍제                   | Hongje                                                              | 弘濟                                                |                                                                      | 1.6                                                                               | 26.7      | 서울특별시 | 서대문구 |        |
| 325                    | 무악재                 | Muakjae                                                             | 毋岳재                                              |                                                                      | 0.9                                                                               | 27.6      | 서울특별시 | 서대문구 |        |
| 326                    | 독립문                 | Dongnimmun                                                          | 獨立門                                              |                                                                      | 1.1                                                                               | 28.7      | 서울특별시 | 서대문구 |        |
| 327                    | 경복궁(정부서울청사)   | Gyeongbokgung (Government Complex-Seoul)                            | 景福宮 (政府서울廳舍)                               |                                                                      | 1.6                                                                               | 30.3      | 서울특별시 | 종로구   |        |
| 328                    | 안국(현대건설)         | Anguk(Hyundai E & C)                                                | 安國(現代建設)                                      |                                                                      | 1.1                                                                               | 31.4      | 서울특별시 | 종로구   |        |
| 329                    | 종로3가                | Jongno 3(sam)-ga                                                    | 鍾路3街                                             | ● 수도권 전철 1호선 ● 수도권 전철 5호선                              | 1.0                                                                               | 32.4      | 서울특별시 | 종로구   |        |
| 330                    | 을지로3가(신한카드)    | Euljiro 3(sam)-ga (Shinhan Card)                                    | 乙支路3街(新韓카드)                                 | ● 서울 지하철 2호선                                                  | 0.6                                                                               | 33.0      | 서울특별시 | 중구     |        |
| 331                    | 충무로                 | Chungmuro                                                           | 忠武路                                              | ● 수도권 전철 4호선                                                  | 0.7                                                                               | 33.7      | 서울특별시 | 중구     |        |
| 332                    | 동대입구               | Dongguk Univ.                                                       | 東大入口                                            |                                                                      | 0.9                                                                               | 34.6      | 서울특별시 | 중구     |        |
| 333                    | 약수                   | Yaksu                                                               | 藥水                                                | ● 서울 지하철 6호선                                                  | 0.7                                                                               | 35.3      | 서울특별시 | 중구     |        |
| 334                    | 금호                   | Geumho                                                              | 金湖                                                |                                                                      | 0.8                                                                               | 36.1      | 서울특별시 | 성동구   |        |
| 335                    | 옥수                   | Oksu                                                                | 玉水                                                | ● 수도권 전철 경의·중앙선                                            | 0.8                                                                               | 36.9      | 서울특별시 | 성동구   |        |
| 336                    | 압구정(현대백화점)     | Apgujeong (Hyundai Department Store)                                | 狎鷗亭(現代百貨店)                                  |                                                                      | 2.1                                                                               | 39.0      | 서울특별시 | 강남구   |        |
| 337                    | 신사                   | Sinsa                                                               | 新沙                                                | ● 신분당선                                                           | 1.5                                                                               | 40.5      | 서울특별시 | 강남구   |        |
| 338                    | 잠원                   | Jamwon                                                              | 蠶院                                                |                                                                      | 0.9                                                                               | 41.4      | 서울특별시 | 서초구   |        |
| 339                    | 고속터미널             | Express Bus Terminal                                                | 高速터미널                                          | ● 서울 지하철 7호선 ● 서울 지하철 9호선                              | 1.2                                                                               | 42.6      | 서울특별시 | 서초구   |        |
| 340                    | 교대(법원·검찰청)      | Seoul Nat'l Univ. of Education (Court & Public Prosecutor’s Office) | 敎大(法院·檢察廳)                                   | ● 서울 지하철 2호선                                                  | 1.6                                                                               | 44.2      | 서울특별시 | 서초구   |        |
| 341                    | 남부터미널(예술의전당) | Nambu Bus Terminal (Seoul Arts Center)                              | 南部터미널(藝術의殿堂)                              |                                                                      | 0.9                                                                               | 45.1      | 서울특별시 | 서초구   |        |
| 342                    | 양재(서초구청)         | Yangjae(Seocho-gu Office)                                           | 良才(瑞草區廳)                                      | ● 신분당선                                                           | 1.8                                                                               | 46.9      | 서울특별시 | 서초구   |        |
| 343                    | 매봉                   | Maebong                                                             |                                                     |                                                                      | 1.2                                                                               | 48.1      | 서울특별시 | 강남구   |        |
| 344                    | 도곡                   | Dogok                                                               | 道谷                                                | ● 수도권 전철 수인·분당선                                            | 0.8                                                                               | 48.9      | 서울특별시 | 강남구   |        |
| 345                    | 대치                   | Daechi                                                              | 大峙                                                |                                                                      | 0.8                                                                               | 49.7      | 서울특별시 | 강남구   |        |
| 346                    | 학여울                 | Hangnyeoul                                                          | 鶴여울                                              |                                                                      | 0.8                                                                               | 50.5      | 서울특별시 | 강남구   |        |
| 347                    | 대청(서울주택도시공사) | Daecheong (SH Corporation)                                          | 大廳(서울住宅都市公社)                              |                                                                      | 0.9                                                                               | 51.4      | 서울특별시 | 강남구   |        |
| 348                    | 일원                   | Irwon                                                               | 逸院                                                |                                                                      | 1.2                                                                               | 52.6      | 서울특별시 | 강남구   |        |
| 349                    | 수서                   | Suseo                                                               | 水西                                                | ● 수도권 전철 수인·분당선 ● 수도권 광역급행철도 A노선 수서평택고속선 | 1.8                                                                               | 54.4      | 서울특별시 | 강남구   |        |
| 350                    | 가락시장               | Garak Market                                                        | 可樂市場                                            | ● 수도권 전철 8호선                                                  | 1.4                                                                               | 55.8      | 서울특별시 | 송파구   |        |
| 351                    | 경찰병원               | Nat'l Police Hospital                                               | 警察病院                                            |                                                                      | 0.8                                                                               | 56.6      | 서울특별시 | 송파구   |        |
| 352                    | 오금                   | Ogeum                                                               | 梧琴                                                | ● 수도권 전철 5호선                                                  | 0.8                                                                               | 57.4      | 서울특별시 | 송파구   |        |

## 연장 계획

### 송파하남선
송파하남선은 전철 3호선을 경기도 하남시까지 연장하는 광역철도 계획으로, 3기 신도시인 교산신도시의 광역교통대책이다. 설치될 정거장은 6개로 아래와 같다. 2032년 준공을 목표로 한다.
- 100 정거장: 서울 송파구 오금동, 올림픽선수기자촌아파트 교차로
- 101 정거장: 경기도 하남시 감이동 감일지구, 단샘초등학교
- 102 정거장: 경기도 하남시 교산지구
- 103 정거장: 경기도 하남시 교산지구
- 104 정거장: 경기도 하남시 교산지구, 하남드림휴게소
- 105 정거장: 경기도 하남시 신장동, 5호선(하남선) 하남시청역

## 승차량 변동
| 구간                  | 승차 인원 | 승차 인원 | 승차 인원 | 승차 인원 | 승차 인원 | 승차 인원 | 승차 인원 | 승차 인원 |
| 구간                  | 2000년    | 2000년    | 2001년    | 2001년    | 2002년    | 2002년    | 2003년    | 2003년    |
| 범주구별              | 구간총량  | 역당평균  | 구간총량  | 역당평균  | 구간총량  | 역당평균  | 구간총량  | 역당평균  |
| --------------------- | --------- | --------- | --------- | --------- | --------- | --------- | --------- | --------- |
| 노선 전체             | 583,910   | 14,598    | 621,088   | 15,527    | 633,894   | 15,847    | 632,166   | 15,804    |
| 일산선                | 72,759    | 7,276     | 86,421    | 8,642     | 92,585    | 9,259     | 97,512    | 9,751     |
| 서울교통공사구간      | 511,151   | 17,038    | 534,667   | 17,822    | 541,309   | 18,044    | 534,654   | 17,822    |
| 서북(지축~독립문)     | 128,689   | 16,086    | 125,347   | 15,668    | 125,184   | 15,648    | 124,382   | 15,548    |
| 도심(경복궁~동대입구) | 66,756    | 13,351    | 69,412    | 13,882    | 71,47     | 14,269    | 70,819    | 14,164    |
| 성동(약수~옥수)       | 33,788    | 11,263    | 35,746    | 11,915    | 35,806    | 11,935    | 34,813    | 11,604    |
| 강남북부(압구정~양재) | 214,563   | 30,652    | 230,858   | 32,980    | 234,146   | 33,449    | 230,473   | 32,925    |
| 강남남부(매봉역~수서) | 67,355    | 9,622     | 73,304    | 10,472    | 74,828    | 10,690    | 74,164    | 10,595    |

| 구간                  | 승차 인원 | 승차 인원 | 승차 인원 | 승차 인원 | 승차 인원 | 승차 인원 |
| 구간                  | 2004년    | 2004년    | 2005년    | 2005년    | 2006년    | 2006년    |
| 범주구별              | 구간총량  | 역당평균  | 구간총량  | 역당평균  | 구간총량  | 역당평균  |
| --------------------- | --------- | --------- | --------- | --------- | --------- | --------- |
| 노선 전체             | 618,376   | 15,459    | 608,130   | 15,203    | 605,874   | 15,147    |
| 일산선                | 83,631    | 8,363     | 82,724    | 8,272     | 83,720    | 8,372     |
| 서울교통공사구간      | 534,745   | 17,825    | 525,406   | 17,514    | 522,154   | 17,405    |
| 서북(지축~독립문)     | 127,610   | 15,951    | 127,036   | 15,880    | 123,845   | 15,481    |
| 도심(경복궁~동대입구) | 70,686    | 14,137    | 70,760    | 14,152    | 70,783    | 14,157    |
| 성동(약수~옥수)       | 35,086    | 11,695    | 35,218    | 11,739    | 35,449    | 11,816    |
| 강남북부(압구정~양재) | 232,215   | 33,174    | 224,498   | 32,071    | 223,913   | 31,988    |
| 강남남부(매봉역~수서) | 69,147    | 9,878     | 67,896    | 9,699     | 68,163    | 9,738     |

## 같이 보기
- 서울 지하철 3호선
- 일산선
- 수도권 전철